# Panzós

Panzós é uma cidade da Guatemala do departamento de Alta Verapaz.